# Michael Telloke
Michael Telloke (* 23. Januar 1945; † 6. Mai 2010) war ein deutscher Synchronsprecher und Schauspieler.

## Leben
Telloke war in der DDR seit 1958 als Schauspieler und Sprecher tätig; beispielsweise in der Puppenspielserie Spielhaus als Kater Casimir. Außerdem war er meist in Nebenrollen in zahlreichen Filmen und Serien des DDR-Fernsehens zu sehen. Dazu gehörten Auftritte im Polizeiruf 110, in Zahn um Zahn und dem Mehrteiler Sachsens Glanz und Preußens Gloria.
Für die DEFA und das DDR-Fernsehen war er außerdem als Synchronsprecher tätig und sprach unter anderem Franco Nero in der Mini-Serie Die letzten Tage von Pompeji.
Nach der Wende war er nur noch anfangs als Schauspieler tätig (1992 in der Mini-Serie Karl May mit Henry Hübchen). Er arbeitete allerdings weiterhin als Synchronsprecher und war beispielsweise auf Alec Baldwin, Dennis Hopper und William Shatner zu hören. Mehrfach sprach er Lance Henriksen in Filmen und der Fernsehserie Millennium – Fürchte deinen Nächsten wie Dich selbst. Zuletzt synchronisierte er 2006 Alan Rickman, den er ebenfalls mehrfach sprach, in Der Geschmack von Schnee. Insgesamt hat Telloke über 800 Synchronrollen gesprochen.
Er war am Landestheater Dessau engagiert.

## Filmografie (Auswahl)
- 1980: Spielhaus
- 1982: Unser Sandmännchen
- 1985: Zahn um Zahn (Fernsehserie)
- 1985: Polizeiruf 110: Traum des Vergessens (TV-Reihe)
- 1985: Polizeiruf 110: Treibnetz (TV-Reihe)
- 1985: Polizeiruf 110: Der zersprungene Spiegel (TV-Reihe)
- 1986: Polizeiruf 110: Parkplatz der Liebe (TV-Reihe)
- 1986: Ein Wigwam für die Störche (Fernsehfilm)
- 1986: Polizeiruf 110: Bedenkzeit (TV-Reihe)
- 1987: Mensch Hermann (TV-Serie)
- 1987: Sachsens Glanz und Preußens Gloria (TV-Mehrteiler)
- 1988: Polizeiruf 110: Der Kreuzworträtselfall (TV-Reihe)
- 1989: Polizeiruf 110: Gestohlenes Glück (TV-Reihe)

## Synchronarbeiten (Auswahl)
Lance Henriksen
- 1995: Bad Heat – Highway des Todes als Jack Powell
- 1995: Dead Man als Cole Wilson
- 1995: Das letzte Duell als Frank Morgan
- 1997–2001: Millennium – Fürchte deinen Nächsten wie Dich selbst (Fernsehserie) als Frank Black
- 1997: Geschichten aus der Gruft (Fernsehserie) als Reno Crevice, Episode: Spielerehre
- 1999: Virtual Reality – Kampf ums Überleben (Fernsehserie) als Offizier, Episode: Kriegsspiele
- 2000: Akte X – Die unheimlichen Fälle des FBI (Fernsehserie) als Frank Black, Episode: Millennium
- 2001: Lost Voyage – Das Geisterschiff als David Shaw
- 2002: Antibody als Gaynes
- 2002: The Untold – Blutrache der Bestie als Harlan Knowles
- 2004: Out for Blood – Fürchte Jeden als Captain John Billings
- 2005: Supernova – Wenn die Sonne explodiert als Colonel Harlan Williams

Alan Rickman
- 1992: Bob Roberts als Lukas Hart III.
- 1999: Dogma als Metatron
- 2006: Snow Cake als Alex Hughes

J. K. Simmons
- 1998: Celebrity – Schön. Reich. Berühmt. als Hausierer
- 1998: Chaos City (Fernsehserie) als Kevin
- 2005: Nip/Tuck – Schönheit hat ihren Preis (Fernsehserie) als Ike Conn

Muse Watson
- 1997: Ich weiß, was du letzten Sommer getan hast als Benjamin Willis
- 1998: Ich weiß noch immer, was du letzten Sommer getan hast als Benjamin Willis

### Filme
- 1990: Dennis Hopper in Catchfire als Milo
- 1993: William Shatner in Loaded Weapon 1 als Gen. Curtis Motars
- 1994: Alec Baldwin in Shadow und der Fluch des Khan als Lamont Cranston/Shadow
- 1994: Martin Scorsese in Quiz Show als Martin Rittenhome
- 1997: James Garrett in Titanic als Träger
- 1997: Philip Williams in Good Will Hunting als Terry
- 1998: Dennis Farina in Der Soldat James Ryan als Lt. Col. Anderson
- 1998: Sid Caesar in Grease als Coach Calhoun
- 1999: Brian Libby in The Green Mile als Sheriff McGee
- 1999: John Shrapnel in Notting Hill als PR Agent
- 1999: Frank Vincent in Entropy als Sal
- 2003: Fred Willard in American Pie – Jetzt wird geheiratet als Harold Flaherty
- 2006: Sam Shepard in Bandidas als Bill Buck

### Serien
- 1985–1991: John Nettles in Jim Bergerac ermittelt als Sgt. Jim Bergerac
- 1990: Charles Dennis in Star Trek: The Next Generation als Commander Sunad
- 1992–1995: Tony Jay in Käpt’n Balu und seine tollkühne Crew als Shir Khan
- 1994–1997: David Canary in Bonanza als Candy
- 1995–2000: Jerry Stiller in Seinfeld als Frank Constanza
- 1996: Dorian Harewood in Sonic the Hedgehog als Ari
- 1996–2005: Elliott Gould in Friends als Jack Geller
- 1998–2005: Tom McBeath in Stargate – Kommando SG-1 als Harry Maybourne
- 2000: David Kaye in Transformers: Beast Machines als Noble
- 2005–2006: Brett Cullen in Desperate Housewives als Detective Burnett
- 2005–2006: William Devane in 24 als James Heller
- 2006–2007: Jack Wetherall in Queer as Folk als Vic Grassi (Staffel 1–3)